# Gökçeyazı, Ilgaz
Gökceyazı là một xã thuộc huyện Ilgaz, tỉnh Çankırı, Thổ Nhĩ Kỳ. Dân số thời điểm năm 2010 là 34 người.